# Dynamine johanna
Dynamine johanna är en fjärilsart som beskrevs av Jean Baptiste Godart 1823. Dynamine johanna ingår i släktet Dynamine och familjen praktfjärilar. Inga underarter finns listade i Catalogue of Life.